# Passion Fish
Passion Fish är en amerikansk långfilm från 1992 skriven och regisserad av John Sayles med Mary McDonnell, Alfre Woodard och David Strathairn i rollerna. Filmen blev Oscars-nominerad för bästa kvinnliga huvudroll (Mary McDonnell) och bästa originalmanus (John Sayles).

## Handling
May-Alice Culhane (Mary McDonnell) var en framgångsrik såpaskådis. Efter en bilolycka är hon rullstolsbunden och tvingas återvända hem. Ingen sjuksköterska står ut med henne, men en dag kommer Chantelle (Alfre Woodard) in i bilden.

## Rollista (i urval)
| Mary McDonnell     | – May-Alice Culhane |
| Alfre Woodard      | – Chantelle         |
| David Strathairn   | – Rennie            |
| Angela Bassett     | – Rhonda/Dawn       |
| Vondie Curtis-Hall | – Sugar LeDoux      |
| Leo Burmester      | – Reeves            |

## Utmärkelser

### Vinster
- Independent Spirit Awards: Bästa kvinnliga biroll (Alfre Woodard)

### Nomineringar
- Oscar: Bästa kvinnliga huvudroll (Mary McDonnell), Bästa originalmanus (John Sayles)
- Independent Spirit Awards: Bästa manliga biroll (David Strathairn)
- Golden Globe: Bästa kvinnliga huvudroll - Film - Drama (Mary McDonnell), Bästa kvinnliga biroll - Film - Drama (Alfre Woodard)